# Seznam divizij Jugoslovanske ljudske armade
Seznam divizij JLA.

## Strelskedivizije
- 1. strelska divizija JLA
- 2. strelska divizija JLA
- 3. strelska divizija JLA
- 6. strelska divizija JLA
- 10. strelska divizija JLA
- 12. strelska divizija JLA
- 15. strelska divizija JLA
- 22. strelska divizija JLA
- 24. strelska divizija JLA
- 28. strelska divizija JLA
- 30. strelska divizija JLA
- 33. strelska divizija JLA
- 35. strelska divizija JLA
- 42. strelska divizija JLA
- 45. strelska divizija JLA
- 51. strelska divizija JLA
- 54. strelska divizija JLA
- 56. strelska divizija JLA
- 58. strelska divizija JLA
- 60. strelska divizija JLA
- 62. strelska divizija JLA
- 67. strelska divizija JLA
- 75. strelska divizija JLA
- 85. strelska divizija JLA
- 102. strelska divizija JLA
- 111. strelska divizija JLA
- 120. strelska divizija JLA
- 122. strelska divizija JLA
- 129. strelska divizija JLA
- 130. strelska divizija JLA
- 137. strelska divizija JLA
- 171. strelska divizija JLA

## Mehanizirane divizije
- 1. proletarska gardna mehanizirana divizija JLA
- 32. mehanizirana divizija JLA

## Oklepne divizije
- 17. oklepna divizija JLA
- 20. oklepna divizija JLA
- 26. oklepna divizija JLA